# 華耀きらり
華耀 きらり（かよう きらり、7月22日 - ）は、日本の女優。元宝塚歌劇団花組の娘役。
東京都大田区、順心女子学園出身。身長162cm。血液型O型。愛称は「きらり」、「ゆうこ」、「ゆうこりん」。
個人事務所（2022-バイ・ザ・ウェイ業務提携）。

## 来歴
2000年、宝塚音楽学校入学。
2002年、宝塚歌劇団に88期生として入団。入団時の成績は9番。星組公演「プラハの春／LUCKY STAR!」で初舞台。その後、花組に配属。
愛らしい容姿と卓越したダンス力で注目を浴び、2008年のバウ・ワークショップ「蒼いくちづけ」で、バウホール公演初ヒロイン。
2009年の「フィフティ・フィフティ」で、白華れみとバウホール公演ダブルヒロイン。
2014年の「ノクターン」でバウホール公演単独初ヒロイン。
清純な娘役から個性的な女役まで幅広く演じたが、2015年6月14日、明日海りお・花乃まりあトップコンビ大劇場お披露目となる「カリスタの海に抱かれて／宝塚幻想曲」東京公演千秋楽をもって、宝塚歌劇団を退団。
退団後は女優として活動を続けている。

## 宝塚歌劇団時代の主な舞台

### 初舞台
- 2002年4 - 5月、星組『プラハの春』『LUCKY STAR!』（宝塚大劇場のみ）[3]

### 花組時代
- 2002年8月、『あかねさす紫の花』『Cocktail』（博多座）
- 2002年10 - 2003年2月、『エリザベート』[5]
- 2003年3月、『おーい春風さん』（バウホール） - 愛市／唄う鳥追い女
- 2003年5 - 9月、『野風の笛』 - 新人公演：千姫（本役：桜乃彩音）『レヴュー誕生』
- 2003年10 - 11月、『琥珀色の雨にぬれて』 - マオ『Cocktail』（全国ツアー）
- 2004年1 - 5月、『天使の季節』 - 大使の妻、新人公演：大使の妻（本役：花綺ゆいな）『アプローズ・タカラヅカ!』
- 2004年5 - 6月、『NAKED CITY』（バウホール・日本青年館） - エドナ
- 2004年12 - 2005年1月、『天の鼓-夢幻とこそなりにけれ-』（ドラマシティ・日本青年館） - 樹（子供時代）
- 2005年3 - 7月、『マラケシュ・紅の墓標』 - 新人公演：ファティマ（本役：華城季帆）『エンター・ザ・レビュー』
- 2005年11 - 2006年2月、『落陽のパレルモ』 - ベアトリチェ・ビアンカ・カヴァーレ、新人公演：ベッカデッリ公爵夫人（本役：歌花由美）『ASIAN WINDS!』
- 2006年3 - 4月、『Appartement Cinéma（アパルトマン シネマ）』（ドラマシティ・日本青年館・愛知厚生年金会館） - サラ
- 2006年6 - 10月、『ファントム』 - メグ・ドリーヌ、新人公演：ソレリ（本役：華城季帆）
- 2006年11 - 12月、『うたかたの恋』 - ヘンリエッテ／オフィーリア／エマ『エンター・ザ・レビュー』（全国ツアー）
- 2007年2 - 5月、『明智小五郎の事件簿-黒蜥蜴（トカゲ）』 - 少年探偵団浮浪児（矢田）、新人公演：早苗（本役：野々すみ花）『TUXEDO JAZZ（タキシード ジャズ）』
- 2007年7月、『源氏物語 あさきゆめみしII』（梅田芸術劇場） - 小侍従
- 2007年9 - 12月、『アデュー・マルセイユ』 - ニコル、新人公演：クラウディア（本役：鈴懸三由岐）『ラブ・シンフォニー』
- 2008年2月、『蒼いくちづけ』（バウホール） - ルーシー・ウェステンラ／ヴィーナス バウWSヒロイン[7][2][5][3]
- 2008年5 - 8月、『愛と死のアラビア』 - 新人公演：マブルーカ（本役：絵莉千晶）『Red Hot Sea』
- 2008年10月、『銀ちゃんの恋』（ドラマシティ・日本青年館） - 朋子
- 2009年1 - 3月、『太王四神記』 - チャンミ、新人公演：セーム（本役：花野じゅりあ）
- 2009年5月、『哀しみのコルドバ』 - メリッサ『Red Hot Sea II』（全国ツアー）
- 2009年7月、『フィフティ・フィフティ』（バウホール） - パメラ バウWヒロイン[5][3]
- 2009年9 - 11月、『外伝 ベルサイユのばら-アンドレ編-』 - イヴォンヌ『EXCITER!!』
- 2009年12 - 2010年1月、『相棒』（ドラマシティ・日本青年館） - 安西明美（アンコ）
- 2010年3 - 5月、『虞美人』 - 浅浅／遙華／石蘭
- 2010年7 - 10月、『麗しのサブリナ』 - ジェニー『EXCITER!!』
- 2010年11 - 12月、『CODE HERO／コード・ヒーロー』（バウホール・日本青年館） - ドリス
- 2011年2 - 4月、『愛のプレリュード』 - キーレイ・マレット『Le Paradis!!（ル パラディ）』
- 2011年6 - 9月、『ファントム』 - ソレリ
- 2011年10 - 11月、『カナリア』（ドラマシティ・日本青年館） - 小悪魔・イラリク
- 2012年1 - 3月、『復活-恋が終わり、愛が残った-』 - クララ『カノン』
- 2012年4 - 5月、『長い春の果てに』 - フローレンス『カノン』（全国ツアー）
- 2012年7 - 10月、『サン＝テグジュペリ』 - ノエル『CONGA!!』
- 2012年11 - 12月、蘭寿とむコンサート『Streak of Light-一筋の光…-』（日本青年館・ドラマシティ）
- 2013年2 - 5月、『オーシャンズ11』 - ベス
- 2013年6月、『フォーエバー・ガーシュイン』（バウホール） - アデール・アステア[5]
- 2013年8 - 11月、『愛と革命の詩（うた）-アンドレア・シェニエ-』 - アリーヌ・ヴァラン『Mr. Swing!』[3]
- 2014年2 - 5月、『ラスト・タイクーン-ハリウッドの帝王、不滅の愛-』 - ヴィヴィアン・コルベール『TAKARAZUKA ∞ 夢眩』[3]
- 2014年6 - 7月、『ノクターン-遠い夏の日の記憶-』（バウホール） - ジナイーダ バウヒロイン[2][5][3]
- 2014年8 - 11月、『エリザベート-愛と死の輪舞（ロンド）-』 - ヘレネ[5]
- 2015年1月、『風の次郎吉-大江戸夜飛翔-』（ドラマシティ・日本青年館） - 堀田けい
- 2015年3 - 6月、『カリスタの海に抱かれて』 - 新人公演：セシリア・ブリエンヌ『宝塚幻想曲（タカラヅカ ファンタジア）』 退団公演[2][3]

### 出演イベント
- 2002年12月、『吉崎憲治オリジナルコンサート』
- 2005年1 - 2月、彩吹真央ディナーショー『Day Dream』[8]
- 2005年9月、春野寿美礼イン・コンサート『I GOT MUSIC』
- 2008年3月、大空祐飛ディナーショー『SORA-空の奇跡-』[9]

## 宝塚歌劇団退団後の主な活動

### 舞台
- 2016年1月、『罠』（紀伊國屋ホール）[3]

### ドラマ
- 2024年1 - 月、フジテレビ系『大奥』 - 朝霧
- 2025年4月、ShortMax『奪い愛、冬 2025』 - 蘭[10]